# Berliner Straße (Berlin-Pankow)
Die Berliner Straße ist eine Straße im Berliner Bezirk Pankow. Sie verläuft in Nord-Süd-Richtung durch den Ortsteil Pankow.

## Geschichte und Lage
Die Straße erhielt 1895 ihren Namen als Verbindungsstraße der bis 1920 selbstständigen Gemeinde Pankow mit dem benachbarten Berlin. Zuvor hieß sie ab ihrer Anlage im Jahr 1691 Berliner Weg, und ab 1824 Berliner Chaussee. Sie verläuft von der Breiten Straße in Pankow bis zur Schonenschen Straße in Richtung Prenzlauer Berg.

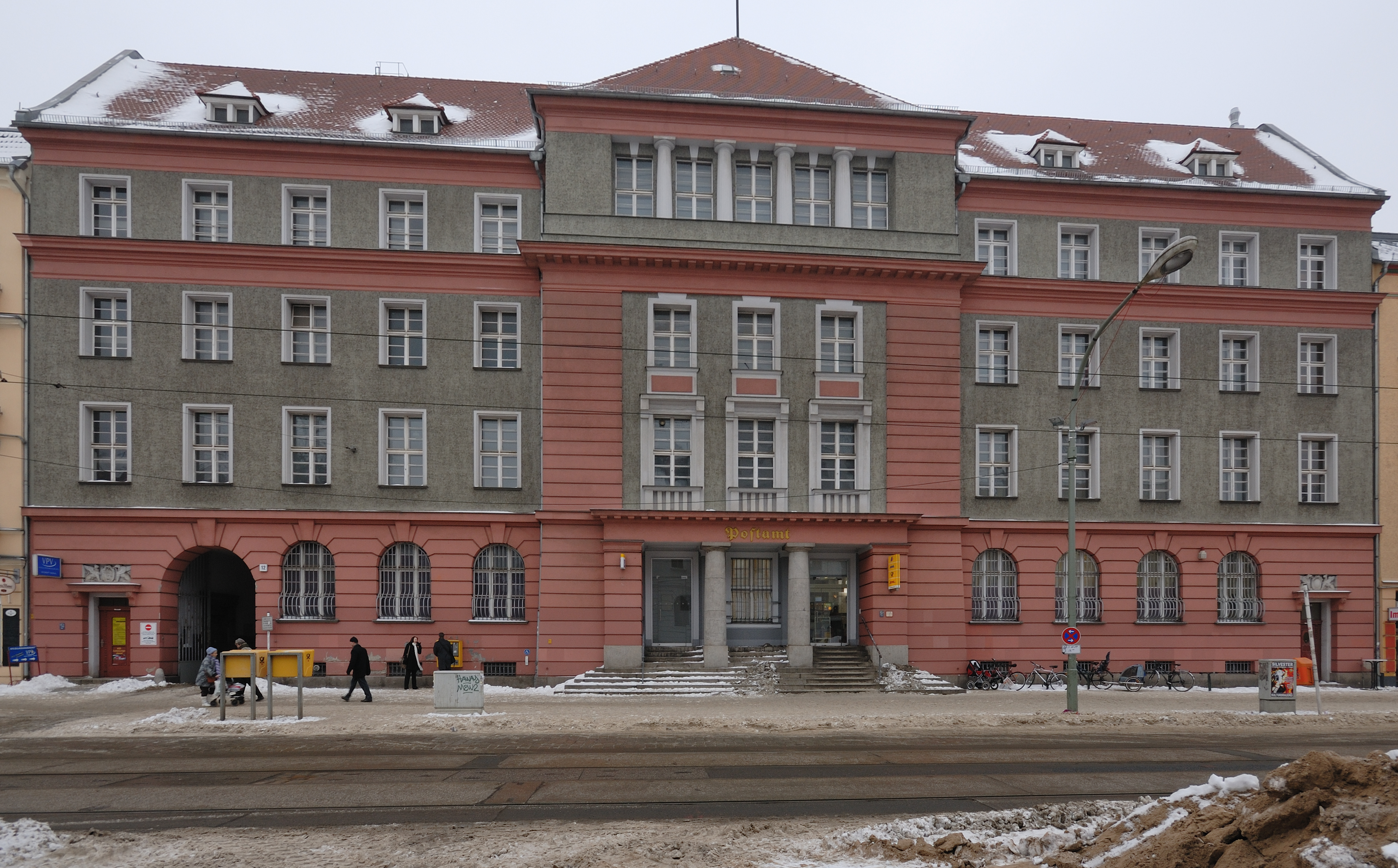
Postamt Pankow I

Im Norden schließt sich leicht westlich versetzt die Ossietzkystraße an, die bis zum Schloss Schönhausen führt. Die Berliner Straße diente seit dessen Erbauung als direkte Verbindung zwischen der Residenz in Berlin und dieser Anlage. Am Anfang der Straße befindet sich der alte Dorfanger Pankow mit der Dorfkirche. Auf der Ostseite stehen im weiteren Straßenverlauf das Gebäude der Zigarettenfabrik und die Villa von Josef Garbáty sowie das Jüdische Waisenhaus.

Zigarettenfabrik Garbáty

Danach unterquert die Straße die Eisenbahnanlagen der Stettiner Bahn mit dem angrenzenden Bahnhof Pankow. Weiter südlich verläuft unter der Straße die U-Bahn-Linie U2 mit dem Bahnhof Vinetastraße. Auf der westlichen Straßenseite folgt der Standort des ehemaligen Kinos Tivoli, das als erstes Kino Deutschlands gilt. Die Hausnummern dieser Straße sind in Hufeisenform vergeben und umfassen den Bereich Nummer 1 bis Nummer 130.

## Weitere Bauwerke entlang der Straße

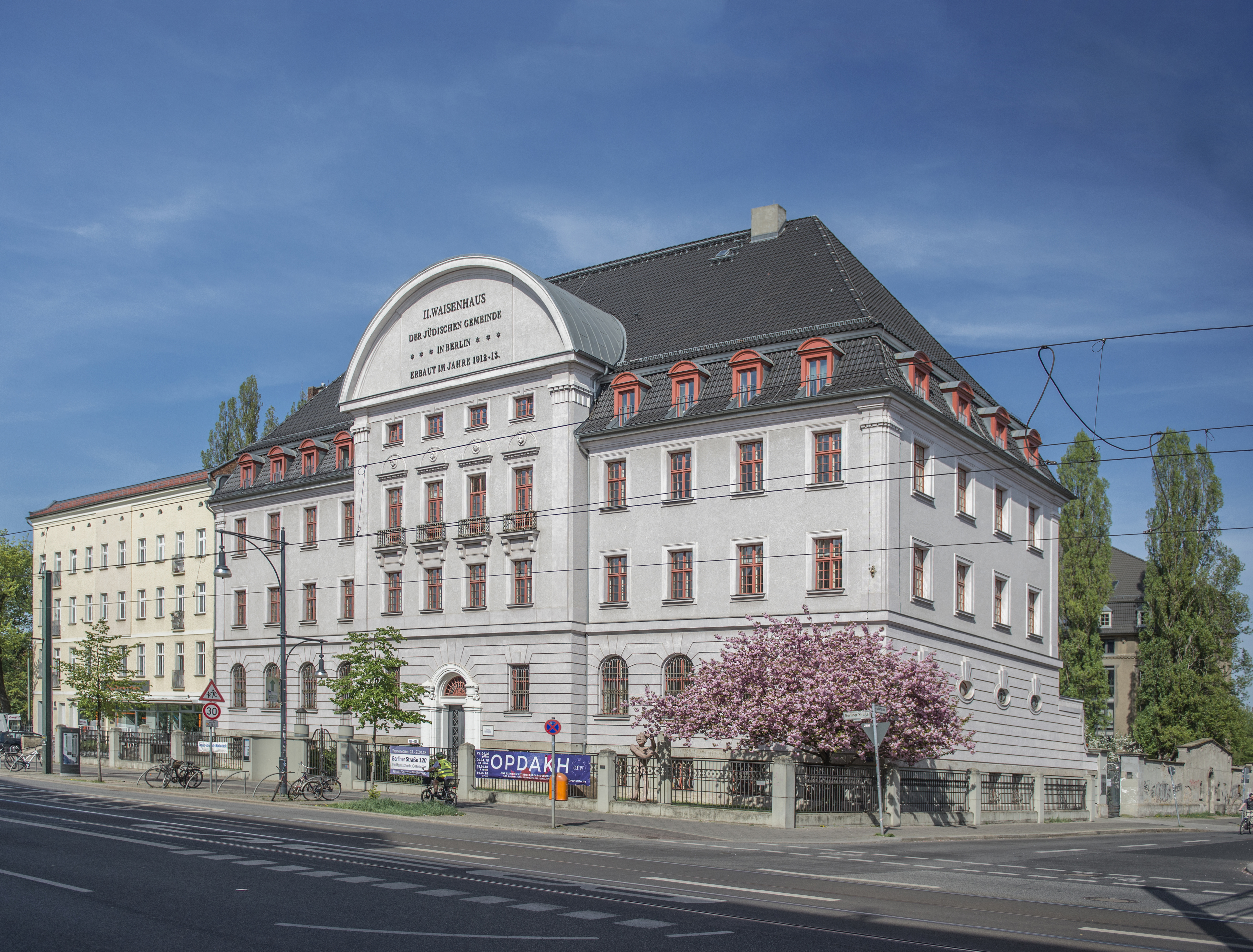
Das jüdische Waisenhaus, heute eine Bibliothek

- Nr. 12: Postamt Pankow I, 1896 noch als Baustelle im Adressbuch geführt; seit den 1970er Jahren ist es ein geschütztes Baudenkmal.[1]
- Kreuzung Mühlenstraße: Bedürfnisanstalt mit Wartehäuschen und Zeitungskiosk, 1914, Architekt Carl Fenten
- Nr. 80–82: Baudenkmale der Weißbierbrauerei Willner mit Produktionsgebäude, Maschinenhaus und Restaurationsgebäude, dem ehemaligen Steuer- und Zollhaus.[2][3]
- Nr. 116: Schalthaus der Berliner Städtischen Elektricitätswerke Akt.-Ges.[4]
- Nr. 120/121: Bis zur deutschen Wiedervereinigung und dem Bonn-Berlin-Umzug befand sich hier seit den 1960er Jahren die Kubanische Botschaft in Ost-Berlin. Das Gebäude gehörte anfangs der Jüdischen Gemeinde Berlin und war das Erziehungshaus der Jüdischen Gemeinde.[2]
- Nr. 127: Villa Garbáty

## Besonderheiten zu einigen Hausnummern
- Nr. 15: In den Jahren vor 1900 nennt das Berliner Adressbuch hier die Haltestelle Pankow der Stettiner Bahn, das Grundstück war im Eigentum des Eisenbahn-Fiskus. Das Bahnhofsgebäude enthielt die Wohnung des Stationsvorstehers.[2] Später entwickelte sich daraus der Bahnhof Berlin-Pankow.

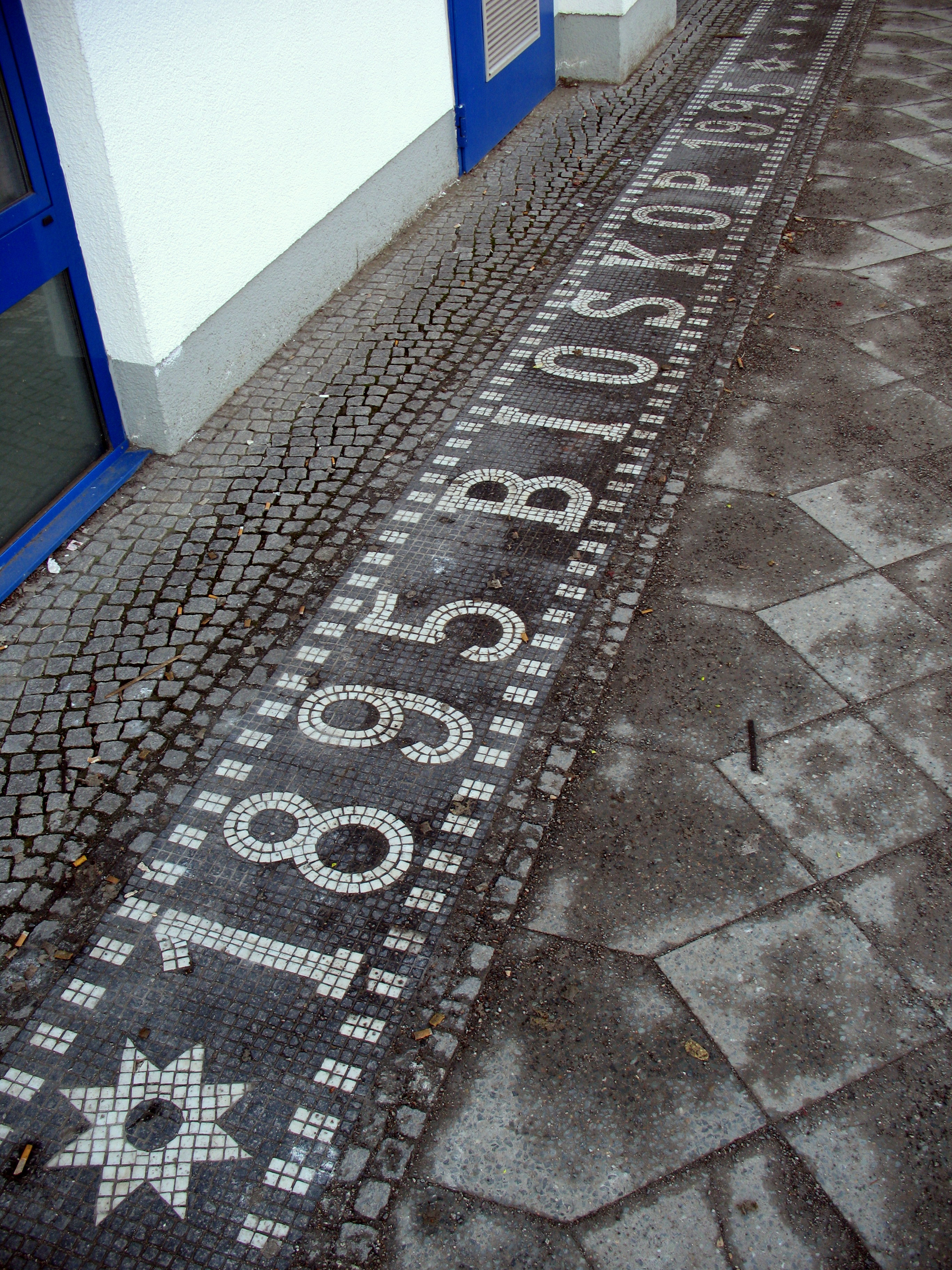
Mosaik in der Berliner Straße

- Nr. 27: Hier lag das Lokal Feldschlösschen, in dem im Juli 1895 die Gebrüder Skladanowsky ihr Bioskop erstmals öffentlich vorführten.[5] Inhaber der Gaststätte war A. Sello.
- Nr. 72–75: Hier stand das ehemalige Chausseehaus.[2]
- Nr. 111: Depot der Großen Berliner Pferde-Eisenbahn[2]
- Große Bereiche der Berliner Straßen befanden sich noch zum Ende des 19. Jahrhunderts im Besitz der Wollankschen Erben.[2]

## Radverkehr
An der Berliner Straße befindet sich seit 2016 eine von 17 in Berlin fest installierten automatischen Radzählstellen. Unter allen mit einer Zählstelle versehenen Plätzen der Stadt, ist die Berliner Straße der am drittstärksten vom Radverkehr frequentierte Ort.